# Ёсимацу, Ёсихико
Ёсихико Ёсимацу (яп. 吉松 義彦 Ёсимацу Ёсихико, 16 ноября 1920 — 5 июля 1988) — японский дзюдоист, призёр первого в истории чемпионата мира.

## Биография
Родился в Кагосиме; стал полицейским. В 1952, 1953 и 1955 годах становился чемпионом Японии по дзюдо.
В 1956 году в Токио прошёл первый в истории чемпионат мира по дзюдо. Никаких весовых категорий не было, в противники мог достаться участник любого веса. Ёсихико Ёсимацу смог дойти до финала, но финальную схватку проиграл своему коллеге-полицейскому Сёкити Нацуи.